# Naby Keïta
Naby Laye Keïta (* 10. února 1995 Konakry) je guinejský profesionální fotbalista, který hraje na pozici středního záložníka za německý klub Werder Brémy a za guinejský národní tým.

## Reprezentační kariéra
V A-mužstvu Guineje debutoval v roce 2013.
Zúčastnil se Afrického poháru národů 2015 v Rovníkové Guineji, kde byla Guinea vyřazena ve čtvrtfinále Ghanou po výsledku 0:3.

## Ocenění

### Klubová

#### Red Bull Salzburg
- Rakouská Bundesliga: 2014/15, 2015/16
- ÖFB-Cup: 2014/15, 2015/16

#### Liverpool
- Premier League: 2019/20[3]
- FA Cup: 2021/22[4]
- EFL Cup: 2021/22[5]
- Community Shield: 2022[6]
- Liga mistrů UEFA: 2018/19;[7] druhé místo: 2021/22[8]
- Superpohár UEFA: 2019[9]
- Mistrovství světa klubů: 2019[10]

### Individuální
- Sestava sezóny Evropské ligy UEFA – 2017/18[11]